# Alba Milana
Alba Milana (Olevano Romano, 17 marzo 1959) è un'ex maratoneta e mezzofondista italiana.

## Biografia
Nata nel 1959 a Olevano Romano, in provincia di Roma, ha iniziato a praticare l'atletica leggera a 12 anni.
Nel 1982 ha preso parte agli Europei di Atene, arrivando 4ª nella maratona in 2h38'54", a 2 minuti e 16 secondi dalla medaglia di bronzo, la norvegese Ingrid Kristiansen.
L'anno successivo non è arrivata al traguardo nella maratona ai Mondiali di Helsinki 1983.
A 25 anni ha partecipato ai Giochi olimpici di Los Angeles 1984, nella maratona, terminando 12ª con il tempo di 2h33'01".
Nel 1982 e 1983 è stata campionessa italiana di maratona, facendo segnare nella seconda occasione il suo record personale, 2h32'57". Nel 1981 aveva vinto invece il titolo italiano della maratonina (mezza maratona) in 1h18'03".
Attiva anche nella corsa campestre, ha preso parte per 4 volte ai Mondiali, vincendo a Madrid 1981 la medaglia di bronzo nella gara a squadre, arrivando 33ª con il tempo di 15'02", insieme alla squadra italiana formata da lei, Agnese Possamai, 4ª, Cristina Tomasini, 23ª e Silvana Cruciata, 29ª. Nel 1984 ha invece vinto la Cross di Alà dei Sardi in 15'07"0.
Ha chiuso la carriera nel 1986, a 27 anni.
È zia e allenatrice della marciatrice Eleonora Dominici.

## Palmarès
| Anno | Manifestazione  | Sede        | Evento   | Risultato | Prestazione | Note |
| ---- | --------------- | ----------- | -------- | --------- | ----------- | ---- |
| 1982 | Europei         | Atene       | Maratona | 4ª        | 2h38'54"    |      |
| 1983 | Mondiali        | Helsinki    | Maratona | dnf       | dnf         |      |
| 1984 | Giochi olimpici | Los Angeles | Maratona | 12ª       | 2h33'01"    |      |

## Campionati nazionali
- 2 volte campionessa nazionale della maratona (1982, 1983)
- 1 volta campionessa nazionale della maratonina (1981)

1981
- Oro ai Campionati nazionali italiani, maratonina - 1h18'03"

1982
- Oro ai Campionati nazionali italiani, maratona - 2h41'45"

1983
- Oro ai Campionati nazionali italiani, maratona - 2h32'57"
- Oro ai campionati italiani di corsa in montagna

## Altre competizioni internazionali
1980
- 32ª ai Mondiali di corsa campestre ( Parigi) - 16'38"

1981
- 33ª ai Mondiali di corsa campestre ( Bronzo per la squadra italiana;  Madrid) - 15'02"

1983
- 56ª ai Mondiali di corsa campestre ( Gateshead) - 14'49"
- 4ª alla Maratona di New York ( New York) - 2h34'57"
- Oro alla Maratona di Roma ( Roma) - 2h32'57"

1984
- 28ª ai Mondiali di corsa campestre ( East Rutherford) - 16'41"
- Argento alla Milano Marathon ( Milano) - 2h34'19"
- Oro alla Cross di Alà dei Sardi ( Alà dei Sardi) - 15'07"0

1985
- 32ª alla Coppa del mondo di maratona ( Hiroshima) - 2h46'21"